# Emblemasoma auditrix
Emblemasoma auditrix är en tvåvingeart som beskrevs av Shewell 1976. Emblemasoma auditrix ingår i släktet Emblemasoma och familjen köttflugor. Inga underarter finns listade i Catalogue of Life.